# Pseudenargia rufescentior
Pseudenargia rufescentior är en fjärilsart som beskrevs av Rothschild. Pseudenargia rufescentior ingår i släktet Pseudenargia och familjen nattflyn. Inga underarter finns listade i Catalogue of Life.